# Nordsjön (sång)
Nordsjön, även kallad Gamla Nordsjön, är en svensk sång i valstakt med sjömansmotiv. Text och musik skrevs av Martin Nilsson. Sången beställdes av Kooperativa förbundet, KF, och sjöngs år 1931 in av John Wilhelm Hagberg, under pseudonymen Wilhelm Arne. Sången hette då Sommarsegling.
Nordsjön fanns med i KF:s reklamfilm Vi far till London, som spelades in 1935. Då hade texten skrivits om med ett Nordsjö-tema. Sången förknippas ofta med artisten Harry Brandelius, som spelade in Nordsjön den 16 oktober 1944. Andra artister som har spelat in Nordsjön är Fred Åkerström (på skivan Sjöfolk och landkrabbor, 1978), vissångaren Stefan Ljungqvist (Kustens pärlor, 2000) och dragspelaren Calle Jularbo.